# 몬도 영화
몬도 영화(mondo film)란 엑스플로이테이션 다큐멘터리 영화이다. 
폭력적이고 충격적인 주제, 영상, 상황을 보여준다. 몬도 영화에서 다루는 주제는 사회적 터부(죽음, 성교 등)나 "외국"의 특이한 문화가 있다. 후자는 인종주의의 선입견의 씌어 있는 경우가 흔하다. 시간이 지날수록 다른 주제보다 사람 죽는 장면을 담는 비중만 커져갔다. "몬도"란 이탈리아어로 "세상"이라는 뜻이며, 이 장르의 시초가 된 1962년 작품 《개 같은 세상》에서 비롯된 것이다.  쇼큐멘터리(shockumentary)라고도 한다.
쇼큐멘터리는 합법적인 다큐멘터리로 실제 살인장면은 없으며 전세계에서 벌어지는 기괴한 풍습, 자연재해, 실제 인명사고 장면등을 여과없이 보여준다. 대한민국에서는 1990년대 쇼킹 아시아의 흥행으로 유행하기 시작했으며 몬도 카네, 사형참극, 리얼리티 비디오, 처형, 참살극형등 많은 쇼큐멘터리물이 출시되었다.    

## 같이 보기
- 스너프 필름